# Barca (okres Rimavská Sobota)
Barca (maďarsky Baraca) je obec na Slovensku, nacházející se v okrese Rimavská Sobota v Banskobystrickém kraji.

## Historie
Obec je listině doložená z roku 1334 pod názvem Barasta, jako královská donace Ratoldovcům, ale je však staršího původu. Název obce se postupně měnil na Barachcha (1345), Barza (1495), Baracza (1808), Borica (1920) a Barca (1927). Často se zde měnili zeměpáni. Od poloviny 16. století patřila jágerské kapitule, potom jezuitskému kolegiu v Košicích. Koncem 17. století ji zpustošily války a morové pohromy, takže s porovnáním s 16. století měla roku 1773 jen třetinu poddaných. Roku 1828 zde žilo 500 obyvatel v 55 domech. Obyvatelé se většinou zaměřovali polnohospodářstvím.
V letech 1920 až 1925 nastala parcelace velkostatků a příchod slovenských obyvatel, kteří se usadili na přidělených pozemcích. V letech 1938 až 1944 byla obec připojena k Maďarsku. Roku 1952 bylo založeno JRD kde pracovala většina občanů.
Nachází se zde kostel římskokatolický Nejsvětější Trojice.

## Obyvatelstvo
Žije zde 596 obyvatel. Roku 2001 zde žilo 394 obyvatel, z toho 85,5% se hlásilo k maďarské národnosti.